# West Union (Iowa)
West Union – miasto w Stanach Zjednoczonych, w stanie Iowa, siedziba hrabstwie Fayette. W 2000 liczyło 2 549 mieszkańców.